# Condado de Wilcox (Georgia)
El condado de Wilcox (en inglés: Wilcox County), fundado en 1857, es uno de 159 condados del estado estadounidense de Georgia. En el año 2000, el condado tenía una población de 8577 habitantes y una densidad poblacional de 9 personas por km². La sede del condado es Abbeville.

## Geografía
Según la Oficina del Censo, el condado tiene un área total de 992 km² (383 mi²), de la cual 984 km² (379,9 mi²) es tierra y 8 km² (3,1 mi²) (0.78%) es agua.

### Condados adyacentes
- Condado de Pulaski (norte)
- Condado de Dodge (este)
- Condado de Telfair (este)
- Condado de Ben Hill (sur)
- Condado de Turner (suroeste)
- Condado de Crisp (oeste)
- Condado de Dooly (noroeste)

## Demografía
Según el censo de 2000, había 8577 personas, 2785 hogares y 1977 familias residiendo en la localidad. La densidad de población era de 9 hab./km². Había 3320 viviendas con una densidad media de 3 viviendas/km². El 62.61% de los habitantes eran blancos, el 36.21% afroamericanos, el 0.09% amerindios, el 0.16% asiáticos, el 0.01% isleños del Pacífico, el 0.48% de otras razas y el 0.43% pertenecía a dos o más razas. El 1.62% de la población eran hispanos o latinos de cualquier raza.
Los ingresos medios por hogar en la localidad eran de $27 483, y los ingresos medios por familia eran $34 968. Los hombres tenían unos ingresos medios de $27 171 frente a los $20 366 para las mujeres. La renta per cápita para el condado era de $14 014. Alrededor del 21.00% de la población estaban por debajo del umbral de pobreza.

## Transporte

### Principales carreteras
- U.S. Route 78
- U.S. Route 129
- Ruta Estatal de Georgia 30
- Ruta Estatal de Georgia 112
- Ruta Estatal de Georgia 215
- Ruta Estatal de Georgia 233

## Localidades
- Abbeville (sede del condado)
- Pineview
- Pitts
- Rochelle

### Localidades no incorporadas y pueblos
- Seville
- Owensboro